# Balver Wald
Der Balver Wald ist mit 546,2 m ü. NHN  die höchste Erhebung der Iserlohner Höhe wie auch des kompletten Märkischen Oberlandes im märkischen Sauerland. Er liegt im Nordwesten des Naturparks Sauerland-Rothaargebirge an der Stadtgrenze zwischen Balve und Hemer. Östlich des Berges liegt das Naturschutzgebiet Balver Wald.
Benannt ist der Berg nach dem gleichnamigen Waldgebiet nordwestlich Balves, in dem er per Gemarkung indes nur zur südöstlichen Hälfte liegt.
Innerhalb des Naturraumes Iserlohner Höhe liegt der Berg im Nordosten der zentralen Ihmerthochfläche und nicht etwa, wie man meinen könnte, im Gebiet von dessen östlicher Abdachung Balver Wald und Küntroper Berge.

## Lage und Grenzen
Der Berg Balver Wald liegt, westlich des Hönne-Oberlaufes, zentral im Märkischen Kreis.
Die Kernstadt Iserlohns ist westnordwestlich gut 8 km entfernt, die Hemers 5 km nordwestlich. Im Norden ist Hüingsen 6 km entfernt, im Südosten die Kernstadt Balves etwa 3,5 km und im Südsüdwesten die Neuenrades gut 7 km. Hemer-Ihmert liegt südwestlich gut 6 km entfernt. 

## Das umgebende Waldgebiet
Der Balver Wald wurde in früheren Zeiten intensiv zur Eichelmast genutzt, wobei die Schweinehude kollektiv organisiert war. Eine weitere bedeutende Nutzungsform war die Köhlerei. Der Balver Wald war Austragungsort schwerer Streitigkeiten zwischen den umliegenden Dörfern.
Wichtige Wegmarken der Umgebung sind „Krause Buche“, „Handweiser“ und „Kreuzeiche“ – alle am alten „Höhweg“.
Seit dem Orkan Kyrill ist der Balver Wald vor allem in den Höhenlagen großflächig zerstört.